# Ali Abbasi
Ali Abbasi (anhörenⓘpersisch علی عباسی; * 28. Oktober 1981 in Teheran) ist ein iranischer Filmregisseur und Drehbuchautor, der in Dänemark lebt und arbeitet.

## Leben
Der im Iran geborene Ali Abbasi studierte an der Teheraner Polytechnischen Universität, bis er im Jahr 2002 nach Europa ging und sich letztlich im schwedischen Stockholm niederließ. Später studierte er an der Nationalen Filmschule Dänemarks Regie.
Sein Regiedebüt gab Abbasi mit dem dänischsprachigen Horrorfilm Shelley, den er 2016 auf der Berlinale vorstellte. Sein zweiter Film Border, in dem Schwedisch gesprochen wird, basiert auf einer Kurzgeschichte von John Ajvide Lindqvist. Dieser wurde von Schweden als Oscar-Beitrag bestimmt. Ende Juni 2020 wurde Ali Abbasi ein Mitglied der Academy of Motion Picture Arts and Sciences.
Sein Film Holy Spider wurde im Rahmen der im Mai 2022 stattfindenden Filmfestspiele in Cannes für die Goldene Palme nominiert. Zudem wurde dieser von Dänemark als Beitrag für die Oscarverleihung 2023 als bester Internationaler Film eingereicht.
Im Jahr 2024 folgte der Spielfilm The Apprentice – The Trump Story mit Sebastian Stan in der Rolle des jungen Immobilienmoguls Donald Trump. Dieses Werk wurde erneut für den Hauptwettbewerb von Cannes berücksichtigt.

## Filmografie
- 2008: Officer Relaxing After Duty (Kurzfilm)
- 2011: M for Markus (Kurzfilm)
- 2016: Shelley
- 2018: Border (Gräns)
- 2022: Holy Spider
- 2024: The Apprentice – The Trump Story (The Apprentice)

## Auszeichnungen (Auswahl)
Deutscher Filmpreis
- 2023: Nominierung für die Beste Regie (Holy Spider)

Europäischer Filmpreis
- 2018: Nominierung für die Beste Regie (Border)
- 2018: Nominierung für das Beste Drehbuch (Border)
- 2018: Nominierung als Bester Film (Border)
- 2019:  Nominierung als Bester Film für den Publikumspreis (Border)
- 2022: Nominierung für die Beste Regie (Holy Spider)
- 2022: Nominierung für das Beste Drehbuch (Holy Spider)

Filmfest München
- 2018: Auszeichnung mit dem CineVision Award (Border)

Goya
- 2020: Nominierung als Bester europäischer Film (Border)

Independent Spirit Award
- 2025: Nominierung für die Beste Regie (The Apprentice – The Trump Story)[6]

Internationale Filmfestspiele Berlin
- 2016:  Nominierung als Bester Erstlingsfilm (Shelley)

Internationale Filmfestspiele von Cannes
- 2018: Auszeichnung Un Certain Regard (Border)
- 2022: Nominierung für die Goldene Palme (Holy Spider)

Robert
- 2023: Auszeichnung für die Beste Regie (Holy Spider)
- 2023: Auszeichnung für das Beste Originaldrehbuch (Holy Spider)[7]